# 塩釜水産物仲卸市場
塩釜水産物仲卸市場（しおがますいさんぶつなかおろしいちば）は、塩釜港の塩釜魚市場の近くにある市場のこと。東北一の規模を誇る。一般の買い物客にも、漁獲高日本有数のマグロをはじめとする海産物を販売している。

## 所在地
宮城県塩竈市新浜町一丁目20番74号

## 営業時間
- 月曜日～金曜日：AM 3:00～PM 1:00
- 土曜日：AM 3:00～PM 2:00
- 日曜日：AM 6:00～PM 2:00

- 休日…水曜日・臨時休業日・正月休日（1月1日～4日）